# Craig Porter Jr.

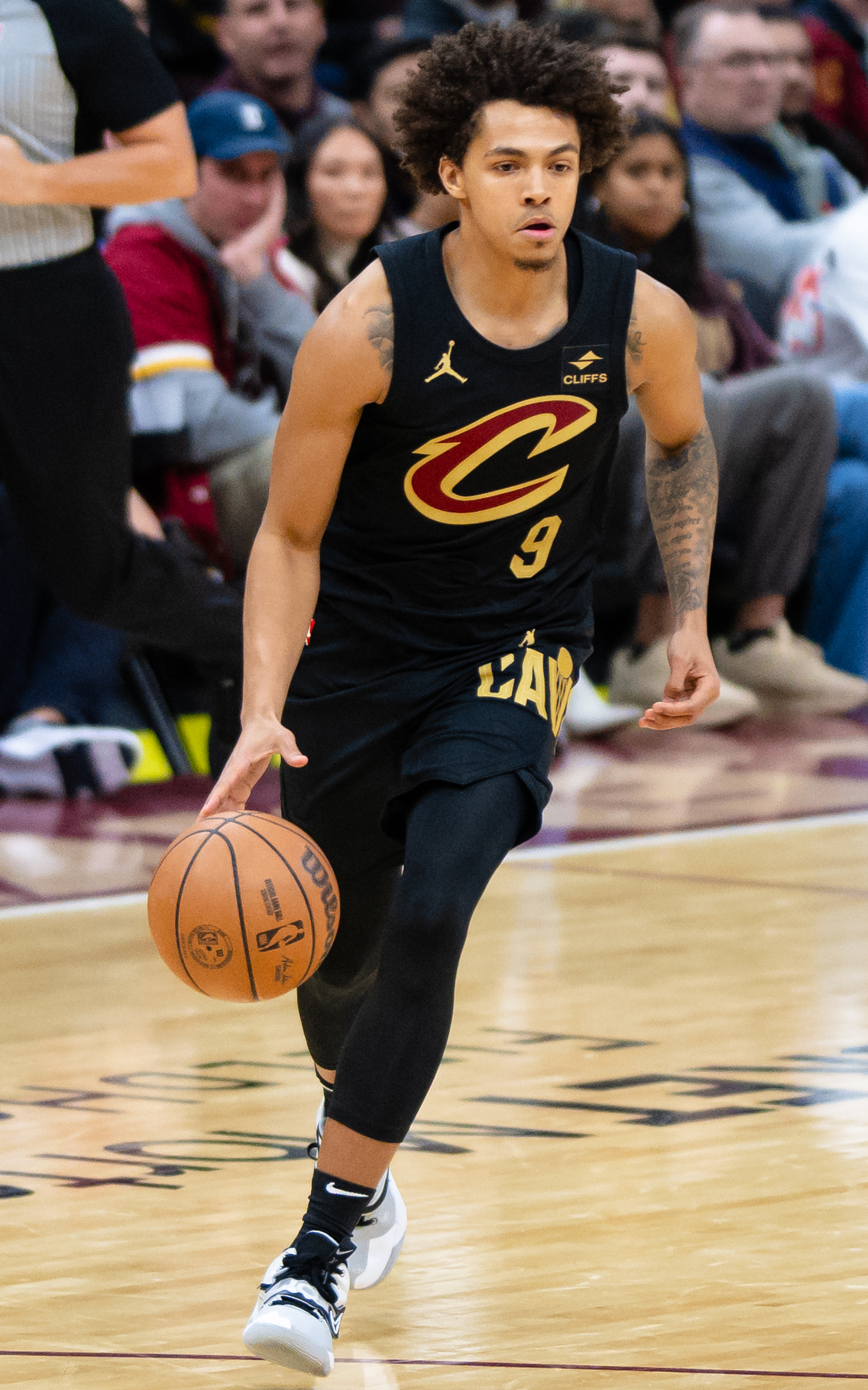
Craig Porter Jr., 2023.

Craig Porter Jr., född 26 februari 2000 i Terre Haute i Indiana, är en amerikansk professionell basketspelare (PG) som spelar för Cleveland Cavaliers i National Basketball Association (NBA).
Han blev aldrig NBA-draftad.
Innan han blev proffs studerade Porter först vid Vincennes University och spelade för deras idrottsförening Vincennes Trailblazers. Han blev senare överförd till Wichita State University för spel i Wichita State Shockers.